# Alansmia turrialbae
Alansmia turrialbae är en stensöteväxtart som först beskrevs av Christ, och fick sitt nu gällande namn av Moguel och M. Kessler. Alansmia turrialbae ingår i släktet Alansmia och familjen Polypodiaceae. Inga underarter finns listade.